# Michael Omoh
Michael Junior Omoh (sinh ngày 29 tháng 8 năm 1991) là một cầu thủ bóng đá người Nigeria thi đấu cho Örebro SK ở vị trí tiền vệ.

## Thống kê câu lạc bộ
| Câu lạc bộ          | Mùa giải            | Hạng đấu            | Giải vô địch | Giải vô địch | Cúp bóng đá Thụy Điển | Cúp bóng đá Thụy Điển | Tổng cộng | Tổng cộng |
| Câu lạc bộ          | Mùa giải            | Hạng đấu            | Số trận      | Bàn thắng    | Số trận               | Bàn thắng             | Số trận   | Bàn thắng |
| ------------------- | ------------------- | ------------------- | ------------ | ------------ | --------------------- | --------------------- | --------- | --------- |
| Dalkurd FF          | 2011                | Hạng đấu 1          | 19           | 4            | 0                     | 0                     | 19        | 4         |
| Dalkurd FF          | 2012                | Hạng đấu 1          | 23           | 7            | 0                     | 0                     | 23        | 7         |
| Dalkurd FF          | 2013                | Hạng đấu 1          | 25           | 6            | 2                     | 0                     | 27        | 6         |
| Dalkurd FF          | 2014                | Hạng đấu 1          | 23           | 11           | 2                     | 3                     | 25        | 14        |
| Östersunds FK       | 2015                | Superettan          | 27           | 6            | 1                     | 0                     | 28        | 6         |
| Östersunds FK       | 2016                | Allsvenskan         | 7            | 0            | 3                     | 0                     | 9         | 0         |
| Örebro SK           | 2016                | Allsvenskan         | 15           | 1            | 4                     | 1                     | 19        | 2         |
| Örebro SK           | 2017                | Allsvenskan         | 20           | 1            | 0                     | 0                     | 20        | 1         |
| Tổng cộng sự nghiệp | Tổng cộng sự nghiệp | Tổng cộng sự nghiệp | 159          | 36           | 12                    | 4                     | 170       | 40        |